# Джуниър Уокър
Отри ДеУолт Миксон младши (на английски: Autry DeWalt Mixon Junior), по-известен с артистичния си псевдоним „Junior Walker“, е американски певец и музикант, познат още като Jr. Walker & the All Stars, които стават шаблон в R&B и Соул музиката.
Хитове, които той и групата му записват в Motown Records на Бери Горди през 1960 година, покоряват американските и световните хит класации и оставят следа в музикантите от тези музикални стилове.

## Биография
Роден като Отри ДеУолт и израснал в South Bend Индиана САЩ, е наречен Junior от втория си баща, чието име е Walker. Когато той започва да се занимава професионално с R&B и Соул музика през 1962 година приема и сценичното си име Junior Walker. В края на петдесетте години Walker се среща с китариста Willie Wood и създава бандата Jumping Jacks.  През 1961 г. един развълнуван фен скочил на сцената в Battle Creek Мичиган по времето на техен концерт и извикал: „Тези момчета са всички звезди“. Така е дадено името, с което Junior Walker и неговата група „Jr. Walker & the All Stars“ са известни и популярни в музикалните среди в цял свят. 

## Активен период
Групата е забелязан от Johnny Bristol и той ги препоръчва на Harvey Fuqua през 1961 г. По това време и двамата притежават добили вече известност собствени компании за звукозапис. След като групата започва записването на парчета в компанията на Harvey Fuqua с новото си вече име „Jr. Walker & the All Stars“, биват привлечени и така през 1964 г. стават членове на Motown семейството с лидер Бери Горди.
В Motown Records „Jr. Walker & the All Stars“ правят едни от най-големите си хитове като: „Shotgun“, „Shake и Fingerpop“, „(I'm A) Road Runner“, „Come See About Me“, „How Sweet It Is (To Be Loved by You)“, „What Does It Take (To Win Your Love)“ и други в период до 1966 г.
Между 1969 и 1972 г. групата издава още хитове, които достигат номер 4 в Hot 100 и № 1 в класацията на R & B. Оттогава нататък Junior Walker пее повече, отколкото записва в по-ранната си кариера. Той прави още няколко R&B Топ Десет хитове през следващите няколко години, като последният е от 1972 година. През 1979 г. „Jr. Walker & the All Stars“ подписват договор с Whitfield Records, но Junior Walker напуска групата, за да се отдаде на солова кариера, което става повод тя да се разпадне.
Walker отново формира „Jr. Walker & the All Stars“ през 1980 г., а през 1983 г. той подписва договор с Motown Records, където прави няколко успешни хита. Макар и периодически той и групата му се появяват през 1981/1983/1985/1988 година в различни музикални, телевизионни, филмови и други изяви, в които доказват с изпълненията си непреходността на R&B и Соул музиката в ранния период на тези стилове. Junior Walker умира от рак на 64-годишна възраст. 

## Признание
- На 23 ноември 1995 г. Junior Walker е въведен в Рок енд рол Залата на славата (Rock and Roll Hall of Fame)
- През 2002 г. хитът на Junior Walker „Shotgun“ е удостоен с наградата Грами (Grammy Hall of Fame)

## Дискография

### Албуми
- Soul 701 – Shotgun (1965)
- Soul 702 – Soul Session (1966)
- Soul 703 – Road Runner (Junior Walker album) (1966)
- Soul 705 – Live (1967)
- Soul 710 – Home Cookin (1969)
- Soul 718 – Greatest Hits (1969)
- Tamla Motown STML/TML11140 – These Eyes
- Soul 721 – Gotta Hold on to This Feeling (1969) (reissued in 1970 as What Does It Take to Win Your Love)
- Soul 725 – Live (Junior Walker album) Live (1970)
- Soul 726 – A Gassssssssss (1970)
- Soul S732L – Rainbow Funk (1971)
- Soul 733 – Moody Jr (1971)
- Tamla Motown STML11224 – Greatest Hits Vol 2
- Soul 738 – Peace and Understanding is Hard to Find (1973)
- Soul S6-742 – Jr Walker & The All Stars (1973) (cancelled in U.S.)
- Motown M7-786 – Anthology (1974)
- Soul S6-745 – Hot Shot (1976)
- Soul S6-747 – Sax Appeal (1976)
- Soul S6-748 – Whopper Bopper Show Stopper (1977)
- Soul S6-750 – Smooth (1978)
- Whitfield WHK 3331 – Back Street Boogie (1979)
- Motown 6053ML – Blow the House Down (1983)
- Tamla Motown STMS5054 – Greatest Hits [6]

### Сингли
Класации на сингли от Junior Walker и Jr. Walker & the All Stars излъчени в Billboard Hot 100, US Hot R&B и UK Singles Chart 
| Година | сингъл от A страна и сингъл от Б страна от един и същ албум, освен ако не е посочено друго | US Billboard Hot 100 | US Hot R&B | UK Singles Chart | Име на албума от който е съответният сингъл |
| ------ | ------------------------------------------------------------------------------------------ | -------------------- | ---------- | ---------------- | ------------------------------------------- |
| 1962   | „Twist Lackawanna“ b/w "Willie's Blues" (Non-album track)                                  | –                    | –          | –                | Road Runner                                 |
| 1962   | „Cleo's Mood“ b/w Brainwasher (from Soul Session)                                          | –                    | –          | –                | Shotgun                                     |
| 1963   | „Good Rockin'“ b/w Brainwasher Pt. 2 (Non-album track)                                     | –                    | –          | –                | Soul Session                                |
| 1964   | „Satan's Blues“ b/w Monkey Jump (from Shotgun)                                             | –                    | –          | -                | Soul Session                                |
| 1965   | Shotgun“ b/w Hot Cha                                                                       | 4                    | 1          | –                | Shotgun                                     |
| 1965   | „Do The Boomerang“ b/w Tune Up                                                             | 36                   | 10         | -                | Shotgun                                     |
| 1965   | „Shake and Fingerpop“                                                                      | 29                   | 7          | -                | Shotgun                                     |
| 1965   | „Cleo's Back“                                                                              | 43                   | 7          | -                | Shotgun                                     |
| 1966   | (I'm A) Road Runner“ b/w Shoot Your Shot                                                   | 20                   | 4          | 12               | Shotgun                                     |
| 1966   | „Cleo's Mood“ b/w "Baby You Know You Ain't Right" (from Road Runner)                       | 50                   | 14         | -                | Shotgun                                     |
| 1966   | „How Sweet It Is (To Be Loved by You)“ b/w Nothing But Soul                                | 18                   | 3          | 22               | Road Runner                                 |
| 1966   | Money (That's What I Want), Pt.1“ b/w "Money (That's What I Want), Pt. 2"                  | 52                   | 35         | -                | Road Runner                                 |
| 1967   | „Pucker Up Buttercup“ b/w Anyway You Wanta                                                 | 31                   | 11         | -                | Road Runner                                 |
| 1967   | „Shoot Your Shot“ b/w "Ain't That The Truth"                                               | 44                   | 33         | –                | Shotgun                                     |
| 1967   | „Come See About Me“ b/w Sweet Soul                                                         | 24                   | 8          | –                | Home Cookin                                 |
| 1968   | „Hip City, Pt. 2“ b/w Hip City, Pt. 1                                                      | 31                   | 7          | -                | Home Cookin                                 |
| 1968   | „Home Cookin'“ b/w Mutiny                                                                  | 42                   | 19         | -                | Home Cookin                                 |
| 1969   | „What Does It Take (To Win Your Love)“ b/w "Brainwasher (Part 1)" (from Soul Session)      | 4                    | 1          | 13               | Home Cookin                                 |
| 1969   | „These Eyes“ b/w "I've Got To Find A Way To Win Maria Back"                                | 16                   | 3          | –                | What Does It Take To Win Your Love          |
| 1970   | „Gotta Hold On To This Feeling“ b/w "Clinging To The Thought That She's Coming Back"       | 21                   | 2          | -                | What Does It Take To Win Your Love          |
| 1970   | „Do You See My Love (For You Growing)“ b/w Groove and Move                                 | 32                   | 3          | –                | A Gasssss                                   |
| 1970   | „Holly Holy“ /                                                                             | 75                   | 33         | -                | A Gasssss                                   |
| 1970   | „Carry Your Own Load“                                                                      | –                    | 50         | -                | A Gasssss                                   |
| 1971   | „Take Me Girl, I'm Ready“ b/w Right On Brothers and Sisters                                | 50                   | 18         | 16               | Rainbow Funk                                |
| 1971   | „Way Back Home“ b/w Way Back Home (Instrumental)                                           | 52                   | 24         | 35               | Rainbow Funk                                |
| 1972   | „Walk In The Night“ b/w "I Don't Want To Do Wrong"                                         | 46                   | 10         | 16               | Moody Jr.                                   |
| 1972   | „Groover Thang“ b/w Me and My Family                                                       | –                    | –          | -                | Moody Jr.                                   |
| 1973   | „Gimme That Beat (Part 1)“ b/w "Gimme That Beat (Part 2)"                                  | –                    | 50         | –                | Peace & Understanding Is Hard To Find       |
| 1973   | „I Don't Need No Reason“ b/w Country Boy                                                   | –                    | –          | -                | Peace & Understanding Is Hard To Find       |
| 1973   | „Peace and Understanding (Is Hard To Find)“ b/w "Soul Clappin'"                            | –                    | –          | -                | Peace & Understanding Is Hard To Find       |
| 1974   | „Dancin' Like They Do On Soul Train“ b/w "I Ain't That Easy To Lose"                       | –                    | –          | –                | Jr. Walker & The All Stars                  |
| 1976   | „I'm So Glad“ b/w "Soul Clappin'" (from Peace & Understanding Is Hard To Find)             | –                    | –          | -                | Hot Shot                                    |
| 1976   | „You Ain't No Ordinary Woman“ b/w Hot Shot                                                 | –                    | –          | -                | Hot Shot                                    |
| 1977   | „Hard Love“ b/w Whopper Bopper Show Stopper (from Whopper Bopper Stopper Show)             | –                    | –          | –                | Smooth                                      |
| 1979   | Wishing On A Star“ b/w Back Street Boogie                                                  | –                    | 89         | –                | Back Street Boogie                          |
| 1979   | „Back Street Boogie“ b/w "Don't Let Me Go Astray"                                          | –                    | –          | -                | Back Street Boogie                          |